# Улица Мира (Воронеж)
У́лица Ми́ра — улица в Воронеже, одна из самых коротких в городе. Пролегает от привокзальной площади Черняховского до пересечения с улицей Фридриха Энгельса и улицей Феоктистова. Протяжённость 300 метров.

## История
Появилась после Великой Отечественной войны, в 1946 году, после разрушения двух усадеб — имения купца И. Н. Клочкова и его наследников (напротив железнодорожного вокзала) — и участка Кадетского корпуса (в советское время — Воронежского университета), разрушенного в годы Великой Отечественной войны.
Схема планировки была утверждена Советом Министров РСФСР в 1946 году (генеральный план разработан в 1944 году академиком архитектуры Л. В. Рудневым и группой воронежских архитекторов). Прокладка улицы и строительство на ней зданий осуществлялись в пятидесятые годы XX века.
Пятиэтажные здания, возведённые на улице Мира, образуют единый архитектурный ансамбль вместе с монументальной застройкой привокзальной площади Черняховского и угловым домом, стоящим на пересечении улиц Фридриха Энгельса и Феоктистова (ул. Фридриха Энгельса, д. 7). По обеим сторонам улицы между домами нет промежутков — вход во дворы осуществляется через немногочисленные арки.

## Известные жители
В д. 3 проживали Герои Советского Союза Г. Н. Захаров, Г. Г. Кияшко, В. И. Кочетов, А. А. Новиков.